# Svart skogstrast
Svart skogstrast (Entomodestes coracinus) är en fågel i familjen trastar inom ordningen tättingar.

## Utseende och läte
Svart skogstrast är en omisskännlig fågel, med mestadels kolsvart fjäderdräkt förutom vit kind, vit tofs under skuldran och vita yttre stjärtpennor. Noterbart är även rött öga och orange undre näbbhalva. Sången är enkel, en jämnt visslad något grov ton som avges med långa intervaller.

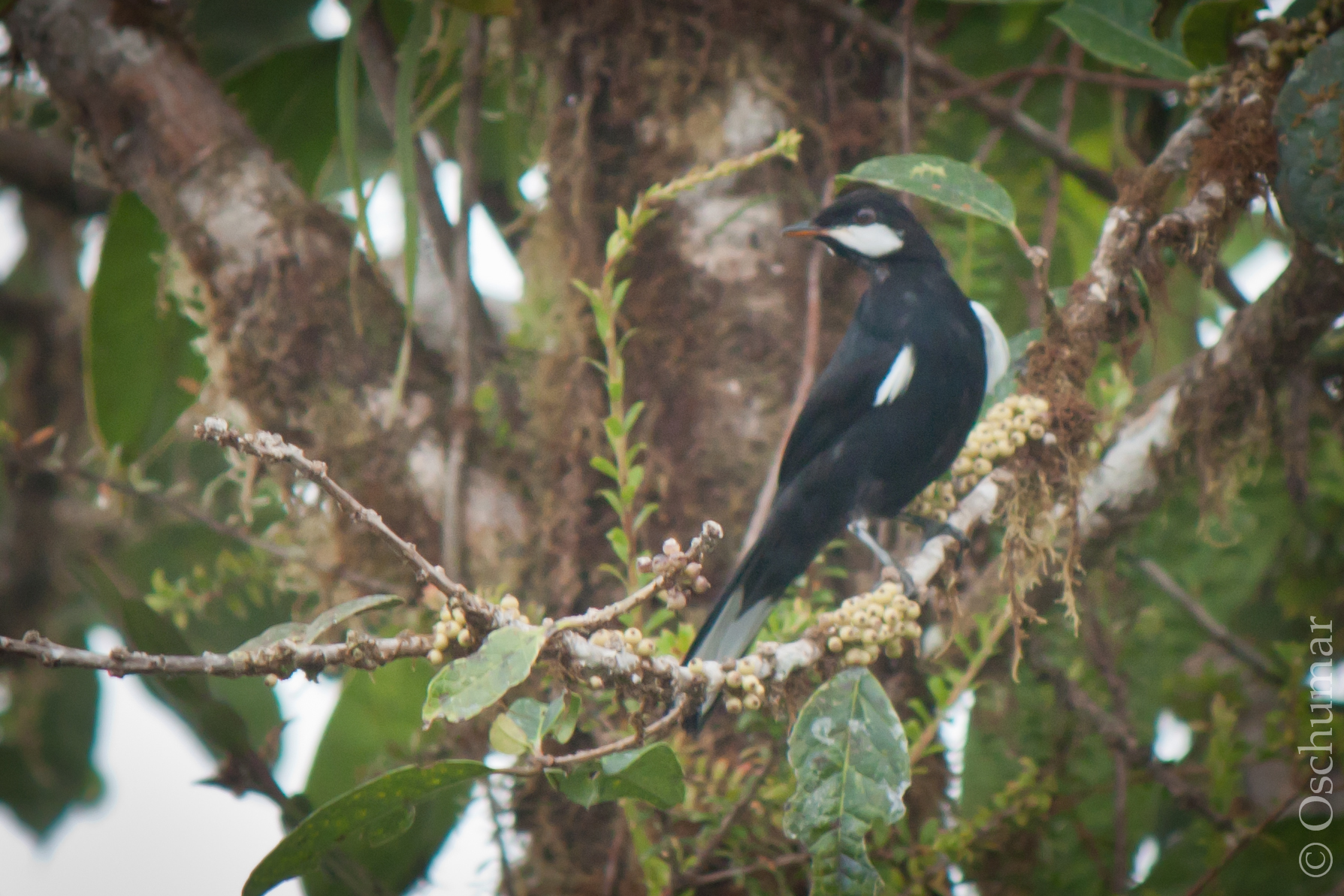

## Utbredning och systematik
Svart skogstrast förekommer i  västra Andernas västsluttning i Colombia (Chocó) och nordvästra Ecuador. Den behandlas som monotypisk, det vill säga att den inte delas in i några underarter.

## Levnadssätt
Svart skogstrast ses oftast i mycket fuktig och mossrik molnskog, men kan röra sig till andra områden beroende på födotillgång. Arten ses vanligen enstaka i skogens mellersta och övre skikt.

## Status
Arten har ett begränsat utbredningsområde. Den tros också minska i antal, dock inte tillräckligt kraftigt för att anses vara hotad. IUCN kategoriserar den som livskraftig.

## Namn
På svenska har arten tidigare kallats svart solitärtrast. Genetiska studier visar dock att den endast är avlägset släkt med solitärtrastarna i Myadestes och istället står nära skogstrastarna i Catharus. Baserat på dessa studier tilldelades den ett nytt namn av BirdLife Sveriges taxonomikommitté.